# Oratemnus philippinensis
Oratemnus philippinensis är en spindeldjursart som beskrevs av Beier 1932. Oratemnus philippinensis ingår i släktet Oratemnus och familjen Atemnidae. Inga underarter finns listade i Catalogue of Life.